# Oľka
Oľka é um município da Eslováquia, situado no distrito de Medzilaborce, na região de Prešov. Tem 31,46 km² de área e sua população em 2018 foi estimada em 278 habitantes.

## Demografia
| Ano:        | 1994 | 2004    | 2014    | 2024    |
| ----------- | ---- | ------- | ------- | ------- |
| Broj ljudi: | 426  | 350     | 295     | 251     |
| Razlika:    |      | -17,84% | -15,71% | -14,91% |

| Ano:               | 2023 | 2024   |
| ------------------ | ---- | ------ |
| Número de pessoas: | 251  | 251    |
| Diferença:         |      | +1,42% |